# Merulempista cyclogramma
Merulempista cyclogramma là một loài bướm đêm thuộc họ Pyralidae. Nó được tìm thấy ở Trung Quốc (Quảng Tây), Indonesia (Sumatra), Ấn Độ và Sri Lanka.